# Pipunculus houghi
Pipunculus houghi är en tvåvingeart som beskrevs av Kertesz 1900. Pipunculus houghi ingår i släktet Pipunculus och familjen ögonflugor. Inga underarter finns listade i Catalogue of Life.